# Джузеппе Оддо
Джузеппе Оддо (9 червня 1865 — 5 листопада 1954) — італійський хімік, співвідкривач правила Оддо-Гаркінса (разом з Вільямом Дрейпером Гаркінсом). Він опублікував своє відкриття в 1914 році в німецькому журналі «Zeitschrift für anorganische Chemie».